# Wilhelm Baues
Wilhelm Baues (Mönchengladbach, Renânia do Norte-Vestfália, 21 de novembro de 1948) é um ex-canoísta de slalom alemão na modalidade de canoagem.
Foi vencedor da medalha de prata em slalom C-2 em Munique 1972, junto com o seu colega de equipa Hans-Otto Schumacher.